# 法里诺
法里诺（法語：Farino，發音：[faʁino] ⓘ）是法国海外特殊集体新喀里多尼亞南部省的市镇，面积48平方千米，2019年1月1日人口为712人。

## 地理
法里诺（21°40'0"S, 165°46'0"E）面积48平方千米，位于法国海外特殊集体新喀里多尼亞。
与法里诺接壤的市镇（或旧市镇、城区）包括：拉福阿、莫安杜、萨拉梅阿。
法里诺的时区为UTC+11:00。

## 行政
法里诺的邮政编码为98881，INSEE市镇编码为98806。

## 政治
法里诺的现任市长为雷吉斯·鲁斯唐（Régis Roustan）先生，任期为2020-2026年。

## 人口
法里诺于2019年1月1日时的人口数量为712人。